# Casto Espinosa Barriga
Casto Espinosa Barriga (Pueblonuevo del Guadiana, Badajoz, Extremadura, España, 18 de junio de 1982), conocido por Casto, es un exfutbolista español. Jugó de portero y su último equipo fue el Extremadura U. D.

## Trayectoria
Estuvo tres años en el Mérida U. D., jugando siete encuentros, pero realmente comenzó sus andaduras en el Club Atlético Pueblonuevo. En 2003 fichó por el C. D. Logroñés donde permaneció hasta marcharse al Albacete Balompié. El Real Betis lo contrató en 2006. La pretemporada de 2007 la hizo con el primer equipo.
Después de estar un año en el Betis B, en la temporada 2007-08 debutó en Primera de la mano de Paco Chaparro. Poco después renovó su contrato con el Real Betis hasta 2013. En el mes de enero de 2012 fue elegido portero de la jornada en el famoso diario deportivo francés L´Equipe gracias a su actuación en el derbi sevillano que acabó 1-1.[cita requerida]
En verano de 2013 fichó por el Real Murcia, entonces en la Segunda División, club con el cual consiguió la clasificación para la fase de ascenso a primera, donde fue eliminado por el Córdoba C. F. Sin embargo el club murciano descendió a Segunda B por problemas administrativos, de manera que fue obligado a marcharse para incorporarse a la U. D. Las Palmas, también en Segunda.
Tras conseguir el ascenso a la Primera División, siendo uno de los pilares del equipo insular, pidió salir del equipo para poder estar más cerca de sus hijos, cosa que no era posible estando en la Unión Deportiva Las Palmas. Pocos días más tarde se hizo oficial su incorporación por dos temporadas a la U. D. Almería.
A la siguiente temporada se marchó a la A. D. Alcorcón. Con el ascenso del equipo de su tierra a la Segunda División, fichó en la tempora 2019-20 por el Extremadura U. D., donde permaneció hasta su retirada a principios del año 2022.

## Selección nacional
Fue internacional con la sub-18 y con la sub-20. También jugó diecisiete partidos con la selección de fútbol de Extremadura.

## Clubes
| Club                           | Año       | División           | Part. | Goles encajados |
| ------------------------------ | --------- | ------------------ | ----- | --------------- |
| Mérida U. D. España            | 2001-2002 | Segunda División B | 3     | 3               |
| Mérida U. D. España            | 2002-2003 | Segunda División B | 3     | 6               |
| C. D. Logroñés España          | 2003-2004 | Segunda División B | 0     | 0               |
| Albacete Balompié España       | 2004-2005 | Primera División   | 0     | 0               |
| Albacete Balompié España       | 2005-2006 | Segunda División   | 1     | 1               |
| Real Betis Balompié España     | 2006-2007 | Primera División   | 0     | 0               |
| Real Betis Balompié "B" España | 2007-2008 | Segunda División B | 13    | 12              |
| Real Betis Balompié España     | 2007-2008 | Primera División   | 9     | 7               |
| Real Betis Balompié España     | 2008-2009 | Primera División   | 18    | 25              |
| Real Betis Balompié España     | 2009-2010 | Segunda División   | 0     | 0               |
| Real Betis Balompié España     | 2010-2011 | Segunda División   | 17    | 15              |
| Real Betis Balompié España     | 2011-2012 | Primera División   | 22    | 35              |
| Real Betis Balompié España     | 2012-2013 | Primera División   | 5     | 5               |
| Real Murcia C. F. España       | 2013-2014 | Segunda División   | 41    | 42              |
| U. D. Las Palmas España        | 2014-2015 | Segunda División   | 32    | 35              |
| U. D. Almería España           | 2015-2017 | Segunda División   | 36    | 42              |
| A. D. Alcorcón España          | 2017-2018 | Segunda División   | 39    | 38              |
| Extremadura U. D. España       | 2018-2019 | Segunda División   | 17    | 15              |
| Extremadura U. D. España       | 2019-2020 | Segunda División   | 21    | 24              |
| Extremadura U. D. España       | 2020-2021 | Segunda B          | 24    | 21              |
| Extremadura U. D. España       | 2021-2022 | Primera RFEF       | 12    | 14              |